# Morte (filosofia)
Il problema della morte attraversa la storia della filosofia occidentale che ha tentato di darne una spiegazione metafisica e nel contempo di chiarirne il significato in rapporto all'esistenza dell'uomo nel mondo.

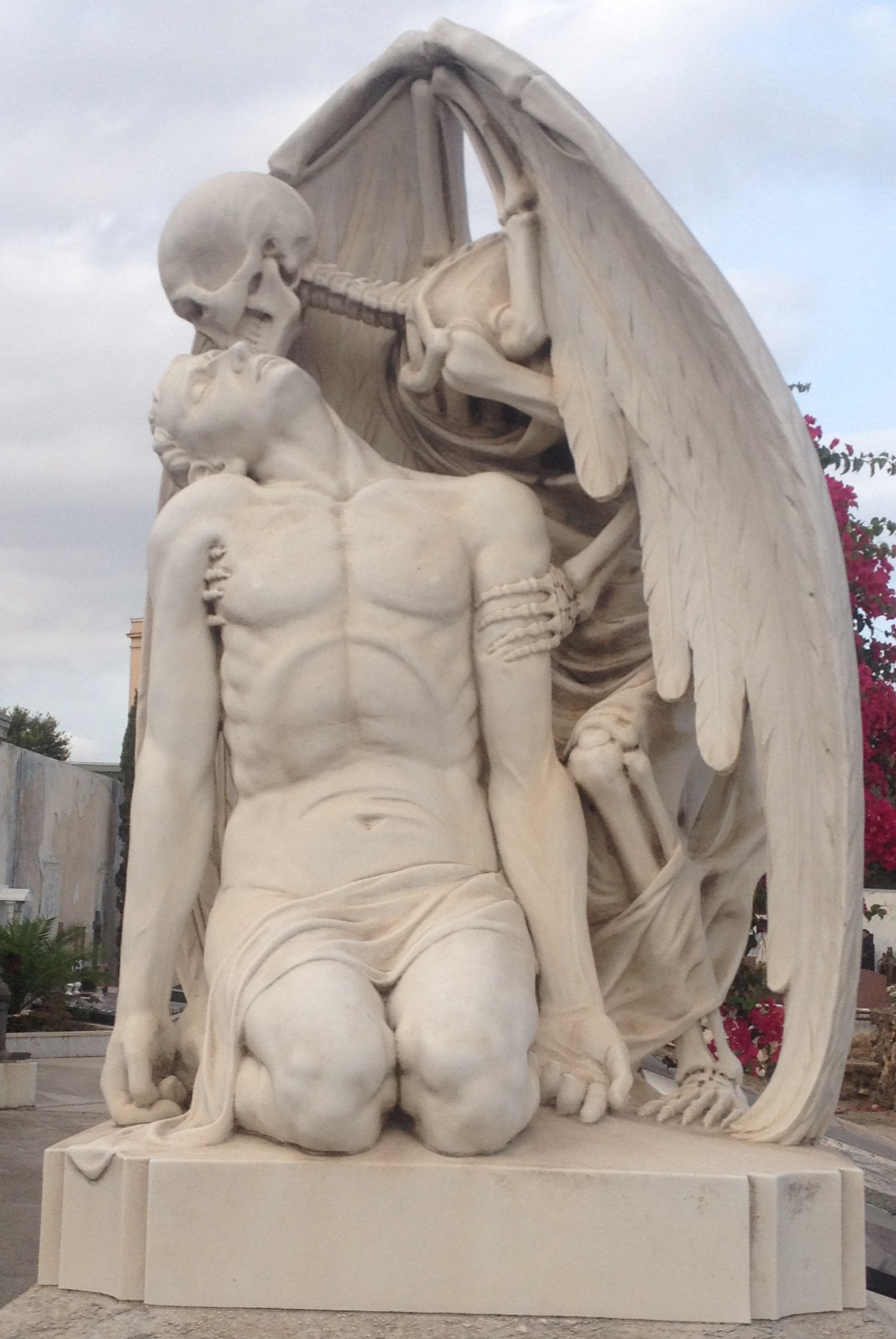
Il bacio della morte, statua di Jaume Barba (1930) nel cimitero di Poblenou a Barcellona.

## Filosofia e morte

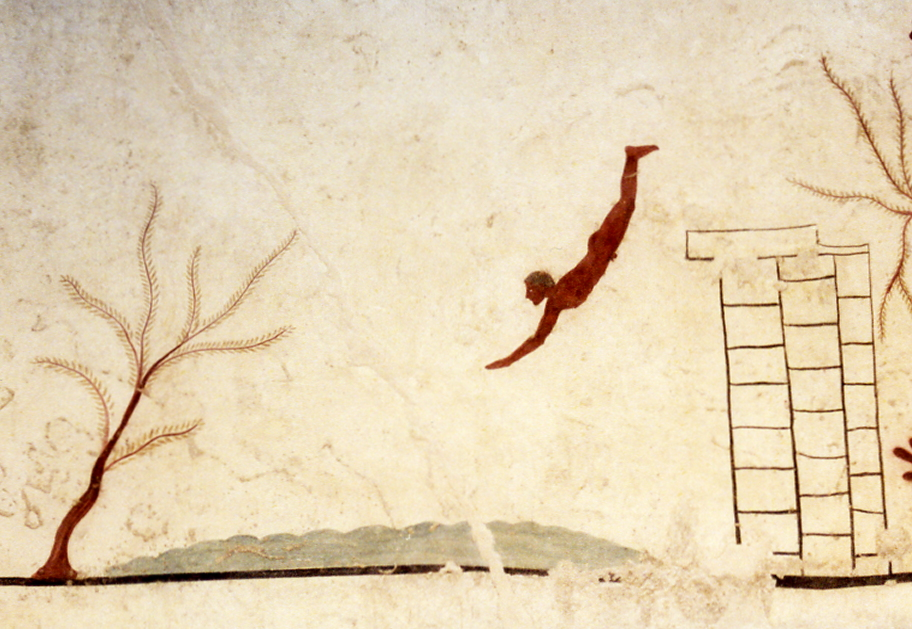
Il tuffatore di Paestum (480-470 a.C.). Esempio di spiritualità tardo-antica sul tema della morte nella raffigurazione tombale del tuffatore che, saltando dalle pulai, le mitiche colonne d'Ercole, simbolico limite della conoscenza umana, si getta nel mare della morte per un transito verso un mondo di conoscenza diverso da quello terreno

Strettamente connessa alla morte è la filosofia stessa intesa come «un immenso sforzo per risolvere il problema della morte e del destino»
La riflessione sulla morte è stata infatti il principale stimolo allo sviluppo della filosofia:
Sono ben note nell'opinione comune le considerazioni ironiche su i tristi filosofi sempre riflettenti sulla morte e distanti dall'esistenza reale. Un'accusa questa rivolta ad esempio alla filosofia platonica che definiva «la filosofia contemplazione della morte, come quella che allontana la mente dalle cose visibili e corporee, proprio come fa la morte».
In realtà per Platone la riflessione sulla morte è propria del filosofo «che è capace di vedere l'intero» e per questo già in questa vita terrena apprezza la sensibilità materiale che attraverso l'intelletto lo porta a cogliere la somma bellezza delle idee.
Osserva ancora Platone: 
- Gli uomini mentono anche sui cigni e sostengono che essi, prima di morire, cantino per il dolore.
- Ma nessun altro uccello se ha fame, freddo o altro inconveniente esprime col canto la sua sofferenza.
- I cigni, sacri ad Apollo, al termine dei loro giorni, prevedendo il bene che troveranno nel ricongiungersi al loro dio, si rallegrano. Allo stesso modo Socrate, compagno di servitù dei cigni e non meno di essi indovino, gioisce. Egli è certo che, nel momento in cui la sua anima si sarà liberata dalle catene del corpo, potrà finalmente ritornare alla vera luce. Ma in fondo chi medita sulla morte cerca il senso della vita per cui alla fine Tutti gli uomini sono filosofi, perché in un modo o nell'altro assumono un atteggiamento nei confronti della vita e della morte
In Adoro te devote, con molta probabilità di Tommaso d'Aquino, santo e dottore della Chiesa, l'autore conclude Oro fiat illud quod tam sitio, ut te revelata cernens facie visu sim beatu tuae gloriae, consapevole che la visione della verità e la contemplazione di Dio, fine ultimo di ogni vita umana, possono per ogni singolo uomo avere già inizio in questa esistenza terrena, ma in essa non raggiungono mai il piacere, la pienezza e la completezza che tutte le anime salvate hanno nella vita dopo la morte in Paradiso. Per questo, Hegel afferma che per la filosofia medioevale la vera vita è quella dopo la morte, e che soltanto in essa è veramente e totalmente in atto, finito e concluso, il fine ultimo per cui siamo creati.
Anche per Friedrich Nietzsche la filosofia, intesa come espressione della pura razionalità, e come tale identificata con la figura di Socrate, è coinvolta con il tema della morte, ma in un senso del tutto negativo. La filosofia nel suo aspetto apollineo, infatti, rappresenta una rinuncia alla vita che si esprime nel desiderio di morte che con il pudore del corpo, la vergogna della sessualità, l'umiltà, l'amore per la povertà, rappresentano i valori della morale degli schiavi.
Prescindendo dalla filosofia le dottrine scientifiche e un'apposita scienza, la tanatologia, si sono incaricate di dare una descrizione oggettiva della morte nei suoi meccanismi naturali. Anche alcune tra queste discipline però, senza considerare quelle dedicate specificamente ai temi morali come la bioetica, pur trattando il tema della morte dal punto di vista eminentemente scientifico, non sfuggono alla riflessione filosofica. Ad esempio l'etologia e la biologia considerano la morte come uno strumento della selezione naturale che si adopera a eliminare gli individui inadatti a eseguire i comportamenti che tengono in vita la specie. La morte acquista però così, ai fini di una vita più evoluta, una valenza positiva tale che la fa rientrare nell'ambito di una problematica della filosofia morale che dibatta se il singolo sia sacrificabile per il miglioramento della totalità.

## Idea o sentimento della morte

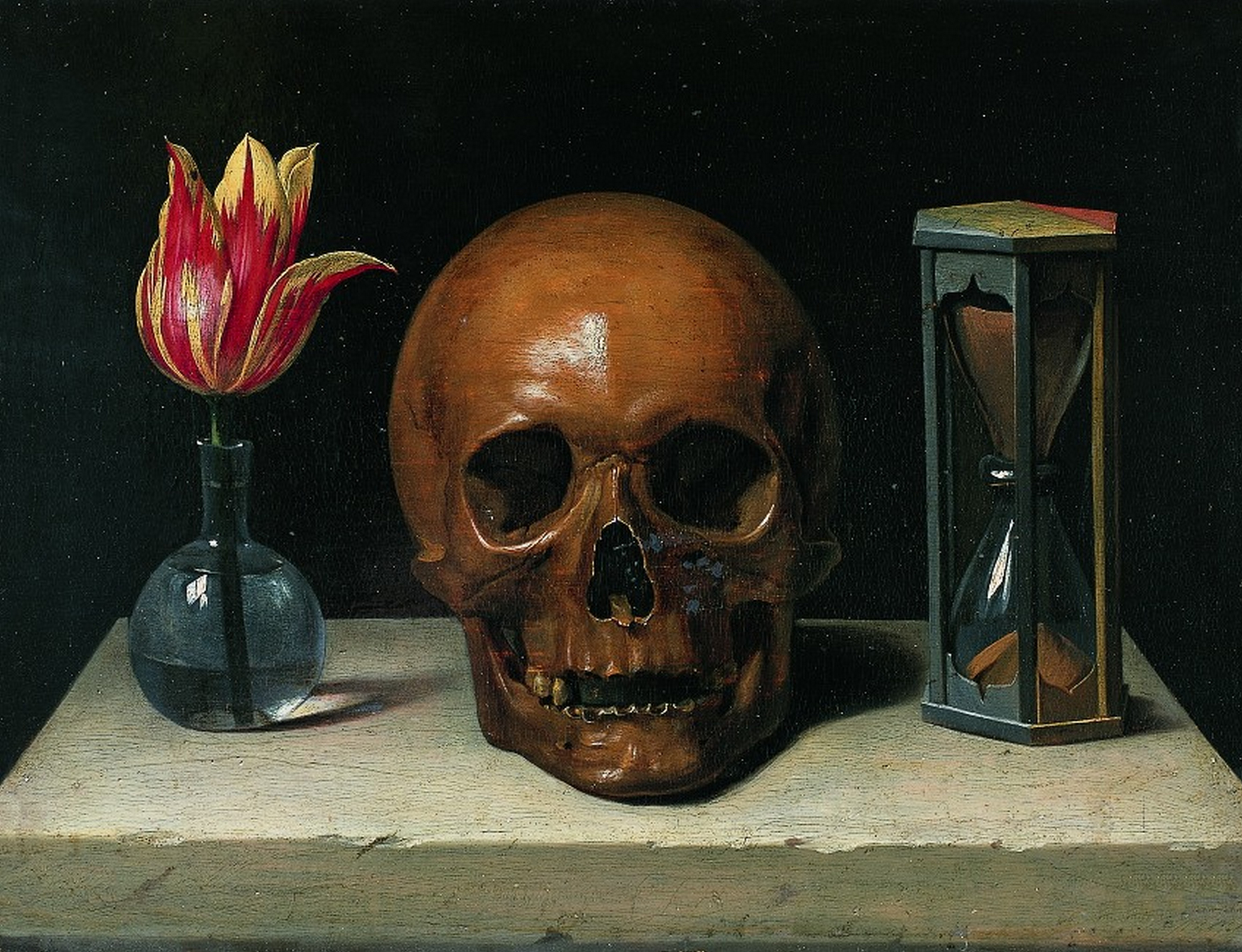
Rappresentazione della vita (il tulipano) che passa (la clessidra) con la compresenza della morte (il teschio)

Sul tema della morte si incontrano diversi problemi spesso tra loro intrecciati:
- qual è la natura della morte, parte necessaria nell'ambito della vita? e se è difficile capire il senso della morte specularmente lo è capire quello della vita;
- la morte non è solo un problema individuale ma investe anche la totalità.
- La morte, situazione di fine radicale, esclude la sopravvivenza?
- La morte è veramente un male?[10]

La storia della filosofia ha risposto in vario modo a queste domande ma la prima questione da chiarire è il nostro porci di fronte alla morte: questa è un concetto da analizzare o un sentimento da descrivere?
Diceva Henri Bergson:
La morte dunque non è una idea "chiara e distinta" che predisponga all'azione ma un sentimento che si esprime, più che nella paura, nell'angoscia della morte, che come tale è più terrorizzante e paralizzante.  Non si può infatti aver paura dell'indistinto, di ciò che non si conosce come oggetto certo e determinato ma piuttosto provare angoscia per quella nefasta possibilità, sempre presente, di cui ben conosciamo i segni anticipatori nella corruzione del corpo che culmina nella sua fine.
In una concezione esistenzialistica il sentimento della morte nasce dalla noia, "malattia mortale", che genera angoscia. Proprio per sfuggire all'angoscia della morte l'uomo infatti si abbandona ad una vita freneticamente attiva. Osserva ironicamente Blaise Pascal che coloro che «giudicano assai poco ragionevole che la gente passi l'intera giornata a correr dietro a una lepre che non si vorrebbe aver comperato, non capiscono nulla della nostra natura. Quella lepre non ci impedirebbe la vista della morte e delle altre miserie, ma la caccia che ce ne distrae può farlo.»
In questo modo lo scopo vero di qualsiasi attività o impegno anche eticamente apprezzabile è arrivare inavvertitamente al nascondimento della morte. «Il fine psicologico della distrazione è l'oblio della morte» che la filosofia invece vuole indagare e capire soprattutto correlandola alla vita poiché «un uomo libero pensa alla propria morte meno che a qualsiasi altra cosa; e la sua saggezza è una meditazione non sulla morte, ma sulla vita»
Su questa linea per Martin Heidegger  la morte non è solo il momento finale della vita ma l'elemento costitutivo della vita stessa: l'uomo si trova ad essere "gettato nel mondo"  con un destino finale già segnato di cui egli è angosciosamente consapevole. Per questo la sua vita si riduce a un "esserci" per la morte che egli non deve tentare di dimenticare dedicandosi alla "cura del mondo", ad una vita inautentica e frenetica che non gli lasci il tempo di riflettere su se stesso. Una vita autentica richiede l'accettazione dell'angoscia di vivere.

## Vita e morte nella storia della filosofia

### Filosofia antica

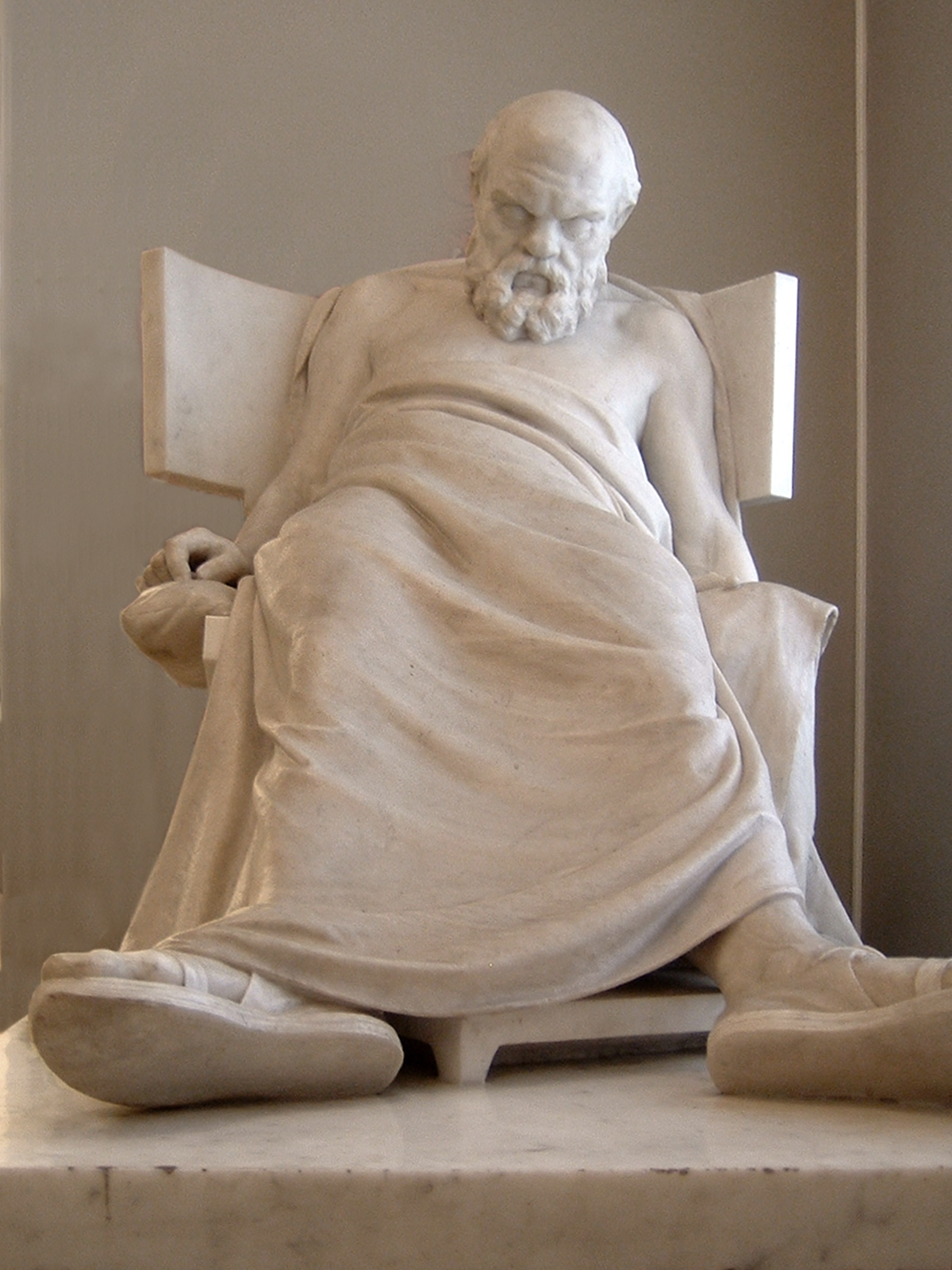
Un sonno senza sogni

Vita e morte per Eraclito non sono che due aspetti di una medesima realtà costituita dall'incessante scorrere vitale dell'esistenza. 
La morte vi sarebbe solo nel momento della impossibile conciliazione degli opposti tra i quali invece è quella "guerra" continua «madre di tutte le cose». Lo stretto legame tra vita e morte ci insegna infine che bisogna imparare a convivere con la morte, a «vivere di morte, morire di vita».
Un tentativo di indagare ontologicamente la natura metafisica della morte viene fatto dalla filosofia degli eleati. Tra questi Parmenide sterilizza il problema della morte risolvendolo in un rapporto logico-linguistico di essere e non-essere. 
 «Come potrebbe, ciò che è, esistere nel futuro? Come potrebbe nascere?

Se infatti era, non è; così pure, se ancora deve essere, non è.

Così si eliminano i concetti incomprensibili di nascita e morte.»
L'essere non può essere generato dal non essere. Il non essere equivale infatti al nulla, che non può neppure essere pensato, e nulla deriva dal nulla: quindi la nascita, intesa come un passaggio dal non-essere all'essere, e la morte, come un transito dall'essere al non-essere, sono un'assurdità. Il non-essere per definizione non esiste.
Per Parmenide «la luce, il cambiamento, il movimento, il non essere, il calore, la giovinezza, l'amore, la bellezza, la poesia sono tutte illusioni; invece "la gelida verità" è la morte ossia la notte, l'oscurità, l'immobilità e la pesantezza eterna della materia. Tutto l'Essere è come la luna, che è una massa oscura e senza mutamento, il cui crescere e calare sono dovuti al gioco illusorio della luce del sole».
La risposta degli eleati troverà il suo significato esistenziale in coloro che credono in un'eterna realtà da dove l'uomo proviene e dove si dirige. L'esistenza come un passaggio di un ininterrotto percorso.
Così nella riflessione socratico-platonica la morte acquista un valore positivo per il filosofo che aspira alla morte perché in questo modo la sua anima sarà finalmente libera dal carcere del corpo: «o la morte coincide con il nulla e dopo che si è morti non si ha più sensazione di niente oppure, stando a quanto si dice, consiste in una sorta di cambiamento o trasmigrazione dell'anima da questa sede in un'altra...»
Un valore rasserenante comunque per l'uomo retto che è superiore ad ogni male, compresa la morte che sarà tutt'al più «una specie di sonno simile a quello di chi dorma senza fare alcun sogno...»
L'argomentazione che la morte segni la fine di ogni sensazione da cui dipendono il bene e il male viene ripresa ed ampliata da Epicuro che assegna lo stesso valore alla fine dell'uomo e alla sua vita:
Nella filosofia romana, nel solco dell'epicureismo, la riflessione sulla morte si deve principalmente allo stoico Seneca per il quale la morte libera gli uomini da ogni sofferenza: essa è la soluzione di tutti i dolori (mors dolorum omnium exsolutio est); la morte non è né buona né cattiva, è "nulla" dal momento che riduce al nulla ogni cosa.

Il concetto è espresso in modo efficace nel II coro delle Troades: Post mortem nihil est, ipsaque mors nihil: velocis spatii meta novissima (dopo la morte non esiste nulla, la morte stessa è il niente: l'ultima meta di una corsa rapida).
Per il cristianesimo la morte di per sé non esiste, essendo solo un passaggio, un momento di transito necessario perché vi sia la trasformazione e il rinnovamento verso la vita vera: «Se il chicco di grano caduto in terra non muore, rimane solo; se invece muore, produce molto frutto» (Gv 12, 24).

### Filosofia medioevale e moderna

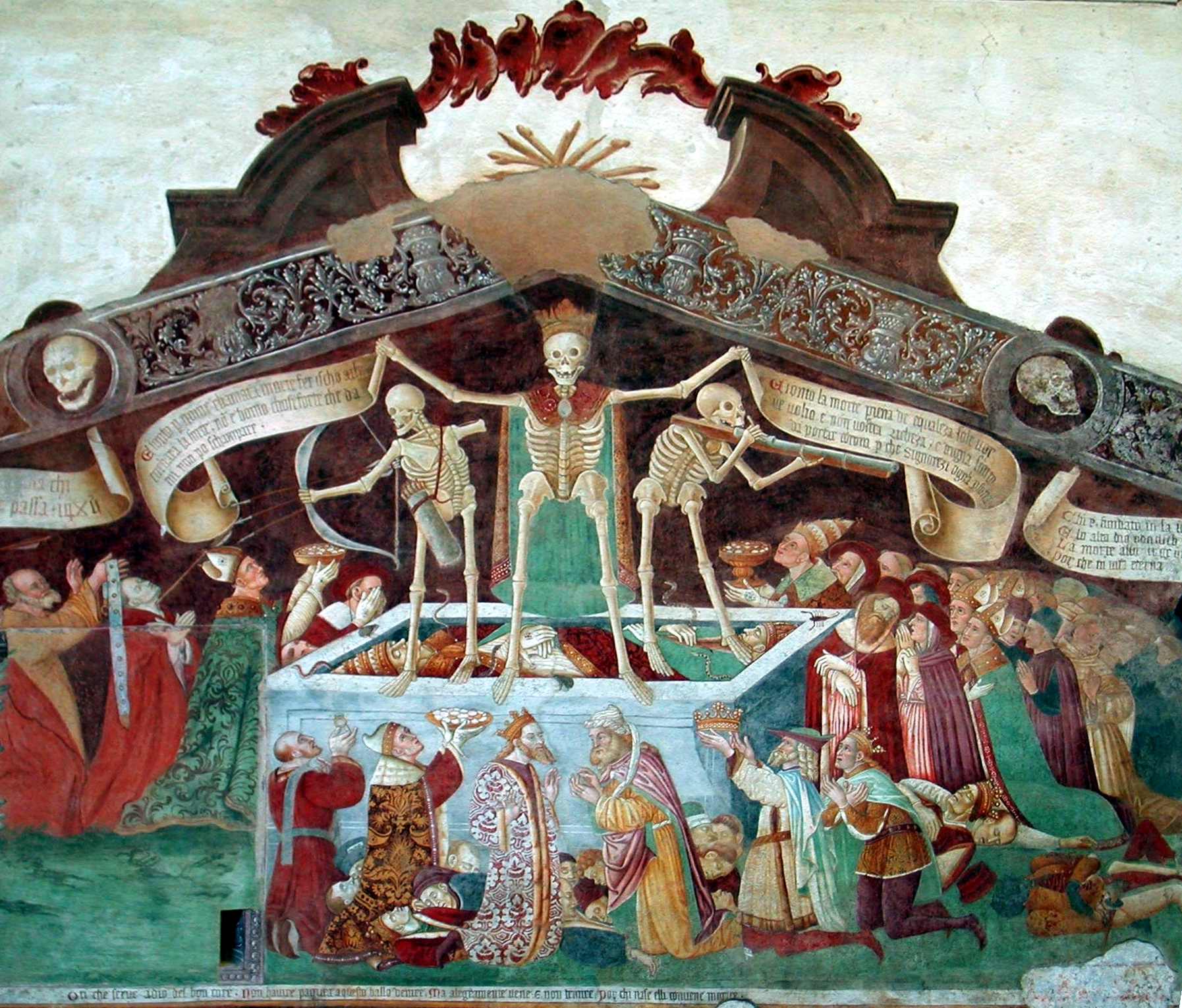
"Il Trionfo della Morte", affresco dell'Oratorio dei Disciplini di Clusone, in provincia di Bergamo.

Nell'età medioevale il male fisico, la morte, è strettamente connessa al peccato, il male morale, la morte "seconda", quella dello spirito: la liberazione dal peccato, tramite la fede, implica il superamento della morte e del dolore e il passaggio alla vera vita con Dio.
«Laudato si' mi' Signore per sora nostra morte corporale,

da la quale nullu homo vivente pò skappare.

guai a cquelli ke morrano ne le peccata mortali,

beati quelli ke trovarà ne le tue santissime voluntati,

ka la morte secunda no 'l farrà male.»
Nell'Umanesimo appare una nuova visione dell'uomo, non più legato solo alla divinità, ma visto come essere del tutto naturale che vive in una natura non più corrotta dal peccato. 
Tale natura, libera da considerazioni religiose troppo anguste, ormai libera dal peccato, spesso però viene vissuta con un senso di tristezza e di rimpianto che contrasta con quello, squisitamente naturalistico, del mondo classico.
Così Lorenzo il Magnifico piange la giovinezza che fugge e avverte il senso della morte incombente da esorcizzare con i piaceri della gioventù: 
«Quant'è bella giovinezza,

che si fugge tuttavia!

Chi vuol essere lieto, sia:

di doman non c'è certezza.»

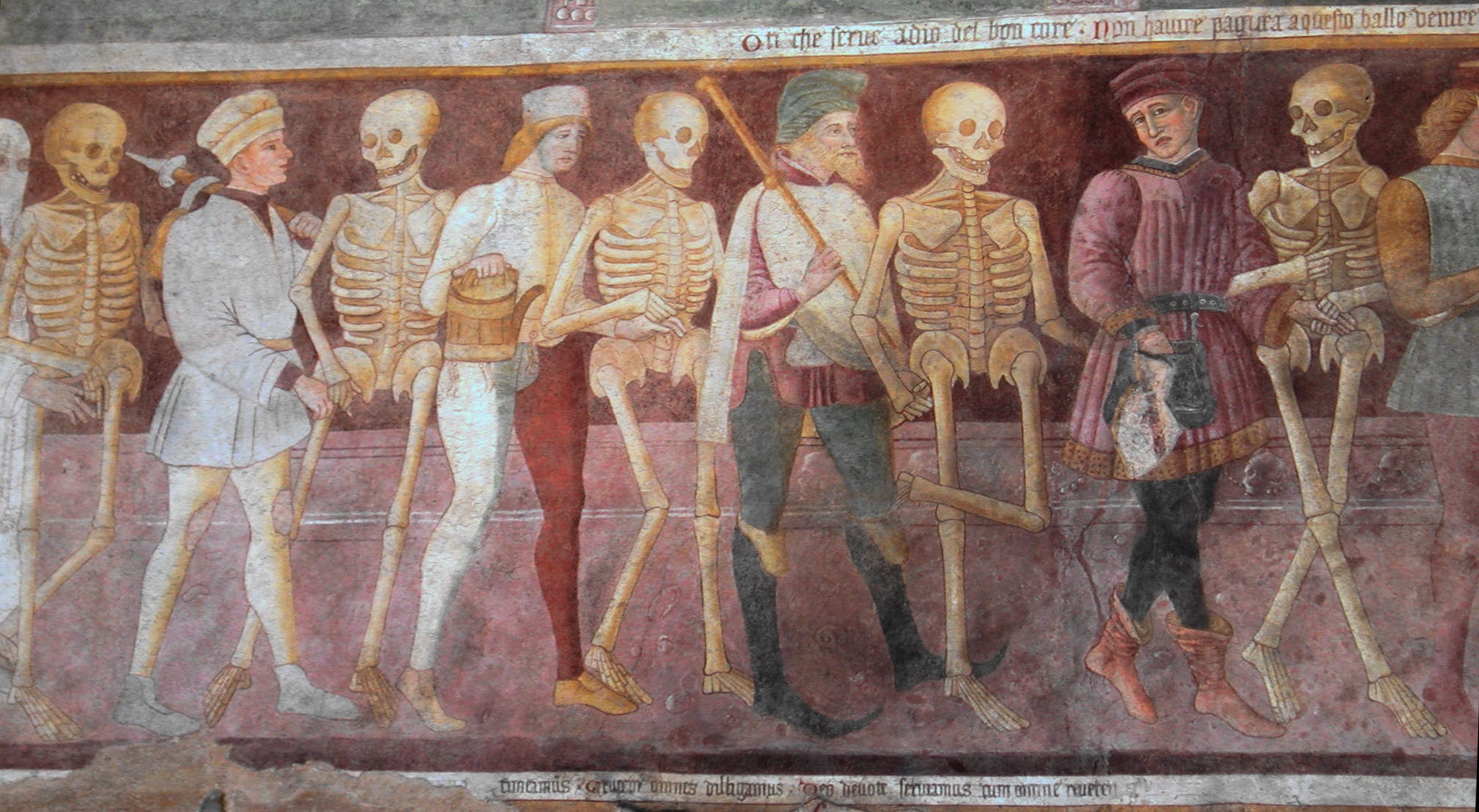
Danza macabra di Giacomo Borlone de Buschis sull'esterno dell'Oratorio dei Disciplini a Clusone (1485)

La vita concepita solo naturalisticamente porta infatti con sé lo spettro della fine del piacere della vita. La morte appare ora come fine naturale di una vita tutta naturale. Nasce così negli uomini di questa età un'angoscia che il mondo medioevale risolveva religiosamente: svalutando la vita corporea in vista dell'al di là, si svalutava anche la morte che diveniva un passaggio ad una vita migliore. Per i "moderni" la morte è invece la fine di tutto e la stessa vita diviene un non senso.
È questo il significato che ritroviamo nelle raffigurazioni pittoriche rinascimentali delle danze macabre  dove sono rappresentate tutte le classi sociali, dall'imperatore al contadino, che al di là di ogni ordine gerarchico, danzano in cerchio dando la mano a uno scheletro. La simbologia non solo esprime che la morte eguaglia tutti gli uomini senza tener conto della loro condizione sociale, ma anche vuole far intendere, soprattutto, che la vita è sullo stesso piano della morte. La vita e la morte si danno la mano e insieme ballano perché tutto è futile e senza senso come in una danza dove si procede senza una meta precisa, senza uno scopo se non quello di danzare.
La credenza invece di una vita universale è nella concezione visionaria di Giordano Bruno dove la natura vivente dimostra invece l'eterna vitalità del cosmo dove la materia è tutt'uno con la forma. L'idea degli antichi che l'individuo fosse costituito da materia e forma è all'origine di quella visione angosciosa della morte 
Nella riflessione sulla morte Tommaso Moro introduce il problema morale dell'eutanasia, della buona morte, distinguendolo nettamente dal suicidio e sostenendo che «se qualcuno non solo è incurabile ma anche oppresso da continue sofferenze, i sacerdoti e i magistrati, poiché non è più in grado di rendersi utile e la sua esistenza, gravosa per gli altri, è per lui solo fonte di dolore (e quindi non fa che sopravvivere alla propria morte), lo esortano a non prolungare quel male pestilenziale...In questo modo li convincono a porre fine alla propria vita digiunando o facendosi addormentare, così da non accorgersi nemmeno di morire. Ma non obbligano comunque nessuno ad uccidersi contro la propria volontà, né gli rivolgono meno cure... Chi invece si toglie la vita senza aver ricevuto prima il permesso dei magistrati e dei sacerdoti è considerato indegno.»
Leibniz sul piano esistenziale rifiuta l'idea della morte come fine definitiva («la morte non sia altro che la corruzione di un animale che per questo non cessa di esistere») e nello stesso tempo riprende quell'ottimismo metafisico che già caratterizzava la filosofia di Sant'Agostino: la presenza del dolore e della morte nella vita dell'uomo non è un segno dell'imperfezione dell'universo, quasi che Dio non potesse o volesse creare un mondo migliore. Questo mondo è il migliore dei mondi possibili e tutte le cose negative, compresa la morte, si giustificano nella complessiva economia dell'universo.

### Filosofia contemporanea
Nei suoi Pensieri sulla morte e l'immortalità Feuerbach sostiene che «sarà di noi dopo la nostra morte lo stesso che già è stato prima della nostra nascita» poiché «la morte non è una fine parziale, ma totale.» «La morte non è un annientamento positivo, bensì un annientamento che annienta se stesso, un annientamento che di per se stesso è niente, nulla. La morte è di per se stessa la morte della morte; col finire della vita finisce ella stessa, muore per la sua propria mancanza di senso e contenuto.» «Ciò che nega l'esistenza stessa non ha di per se stesso esistenza» «Solo per gli altri l'individuo cessa di essere, non per se stesso; la morte è morte solo per coloro che vivono, non per coloro che muoiono.»
Scrive così anche riguardo al suicidio: «Se la vita non è più che un male, la morte non è un male, anzi un diritto, il sacro diritto naturale di chi soffre a liberarsi dal male». «Io voglio anche la mia morte; ma solo se è l'ultimo ed unico mezzo di rendermi libero dalle miserie della vita umana.»
Per Martin Heidegger la morte non è solo il momento finale della vita ma l'elemento costitutivo della vita stessa: l'uomo si trova ad essere "gettato nel mondo"  con un destino finale già segnato di cui egli è angosciosamente consapevole. Per questo la sua vita si riduce a un "esserci" per la morte che egli non deve tentare di dimenticare dedicandosi alla "cura del mondo", ad una vita inautentica, che non gli lasci il tempo di riflettere su se stesso. Una vita autentica è quella che non sfugge all'angoscia perdendosi nelle piccole cose del mondo cercando di dimenticare ciò che l'attende.
Il senso tragico di una vita intesa come continua fuga dalla morte costituisce l'argomento fondante del pensiero di Carlo Michelstaedter (1887-1910): chi vive temendo la morte sta già morendo: 
Per dare un senso alla propria vita, come alla propria morte, quindi per abituarsi al pensiero della morte, bisogna come diceva Montaigne «portarlo sulla spalla come i signori del suo tempo portavano sulla spalla il falcone quando andavano a caccia nei boschi e sulle rive della Dordogna» per abituare se stessi e l'uccello cacciatore a stare insieme e prender confidenza l'uno dell'altro. «Se segui quel consiglio, lei ti diventa amica. In fondo fa parte della tua vita che avrebbe tutt'altro sapore se tu non sapessi di quell'appuntamento finale.»

## La negazione della morte
Hans Georg Gadamer, sottolineava «la scomparsa, nella società moderna, dell'idea della morte» e nel 1950 Edgar Morin, dopo un'accurata ricerca filosofica e antropologica, evidenziava per suo conto come nei confronti di quella che può essere considerata la «più terribile fatalità biologica», sia il singolo che l'intera società rimuovono l'idea della fine evitando persino di pronunciarne la parola.
Su questa stessa linea lo storico Pierre Chaunu notava che «Ci è capitata una curiosa avventura, abbiamo dimenticato che si deve morire. È ciò che gli storici concluderanno dopo aver esaminato l'insieme delle fonti scritte della nostra epoca. Una indagine sui centomila libri di saggistica usciti negli ultimi venti anni mostrerà che solo duecento (una percentuale dello 0.2%) affrontavano il tempo della morte. Libri di medicina inclusi.»
Mentre si cerca di rimuovere il problema della morte nella stessa società dei mass media si assiste invece al paradosso della spettacolarizzazione della morte, mostrata in tutti i suoi aspetti più cruenti. Questo perché «la morte violenta è una morte dinamica: in un certo senso è meno morte perché lascia aperta una prospettiva di salvezza... La morte violenta, in fondo, è meno angosciosa della morte biologica... La morte violenta è un'eventualità non una ineluttabilità. La morte biologica è invece una morte ineluttabile. »
I motivi di questa rimozione vanno rintracciati tra gli altri nella fine della società agricola dove la morte era un fatto sociale e dove la concezione ciclica del tempo faceva della morte un elemento di un ciclo cosmico. Il senso del ritorno è stato sostituito con il tempo lineare e progressivo che guarda al futuro. Al senso della vita collettiva si è sostituito quello della vita individuale con la morte divenuta anch'essa individuale e definitiva. La morte, assieme alla paura della malattia e della vecchiaia, procura oggi quel terrore che nessuna delle culture del passato ha mai avuto.